# Jerzy Klempel
Jerzy Klempel (Międzylesie, 23 de abril de 1953 - 28 de maio de 2004) foi um handebolista profissional polaco, medalhista olímpico.
Jerzy Klempel fez parte do elenco medalhista de bronze das Olimpíadas de Montreal, em 1976. Ele jogou cinco partidas anotando 23 gols.